# Hà Miêu
Hà Miêu (tiếng Trung: 何苗; bính âm: He Miao; ? – 189), tự là Thúc Đạt (叔達), tên cũ là Chu Miêu (tiếng Trung: 朱苗), là quan viên cuối thời Đông Hán trong lịch sử Trung Quốc.

## Thân thế
Hà Miêu vốn họ Chu, có cha là chồng cũ của Vũ Dương quân Hưng. Về sau, Hưng tái giá lấy Hà Chân, Chu Miêu cũng vì thế mà theo mẹ vào nhà họ Hà. Hà Chân trước đó đã có một con trai là Hà Tiến, nay lấy Hưng sinh thêm hai con gái: Một người vào cung gả cho Hán Linh Đế, trở thành Quý nhân, sau là Hoàng hậu; người còn lại lấy con trai của Trung bình hầu Trương Nhượng (có khả năng là Trương Phụng). Như vậy, Chu Miêu là anh cùng mẹ với Hà hoàng hậu và không có quan hệ huyết thống gì với Hà Tiến.
Nhà họ Hà nhờ Hà quý nhân mà trở nên hiển quý. Chu Miêu từ đó mạo nhận họ Hà.

## Cuộc đời
Hà Miêu nhờ sự ủng ái của em gái mà được giữ chức Việt kỵ Hiệu úy. Theo Đào Hoằng Cảnh, Hà Miêu thích nghiên cứu Đạo Lão, từng dựng nhà ở phía nam núi Phồn (繁山) thuộc quận Hà Đông nên được gọi với đạo hiệu Phồn Dương Tử (繁陽子). Tuy nhiên, chi tiết này còn nhiều tranh luận.
Năm 187, Hà Miêu đảm nhận chức Hà Nam doãn, dẫn quân thảo phạt quân giặc ở Huỳnh Dương, nhờ công lao đó mà được phong chức Xa kỵ tướng quân, tước Tế Dương huyện hầu (濟陽縣侯). Hà Miêu sau đó mời Nhạc Ẩn người An Bình làm Trưởng sử trong phủ tướng quân, lại tịch thêm đám người Vệ Tư, Khiên Chiêu.
Năm 189, Hán Linh Đế băng hà, cháu ngoại của Hà Tiến, Hà Miêu là Lưu Biện lên ngôi vua, tức Hán Thiếu Đế. Đại tướng quân Hà Tiến muốn diệt trừ thế lực hoạn quan, đứng đầu là Thập thường thị. Hà Miêu biết được, đem việc này nói cho Hà thái hậu, mong Thái hậu ngăn cản việc này. Sau đó Hà Tiến bị Thập thường thị giết hại, thuộc hạ của Tiến là Ngô Khuông tố cáo Hà Miêu, hoài nghi Miêu đồng mưu với hoạn quan.
Cuối cùng, Hà Miêu bị Ngô Khuông và Đổng Mân (em trai Đổng Trác) giết chết ở cửa Chu Tước, vứt xác giữa vườn. Đổng Trác sau đó lại cho người phá quan tài của Hà Miêu để chặt xác.

## Hậu duệ
Thế thuyết tân ngữ khi chú dẫn từ sách Ngụy lược có nói rằng Hà Yến có khả năng là cháu nội của Hà Miêu. Trong Hà Yến tùng khảo, Dương Giám Sinh chỉ ra mộ của Hà Yến nằm ở phía bắc huyện Lư Giang (quận Lư Giang), trong khi Hà Tiến là người huyện Uyển (quận Nam Dương), không hợp với tập tục đương thời. Huyện Lư Giang lại có gia tộc họ Chu, nên có khả năng Hà Miêu quê ở đây. Tương ứng, cha con Hà Hàm với Hà Yến là con cháu của Hà Miêu chứ không phải Hà Tiến.

## Trong văn hóa
Trong tiểu thuyết Tam quốc diễn nghĩa của La Quán Trung, Hà Miêu xuất hiện ở hồi 2, được giới thiệu là em trai của Hà Tiến và là anh em của Hà thái hậu. Hà Miêu được mô tả như một kẻ tham lam khi nhận nhiều của đút lót từ Thập thường thị, đồng ý giúp hoạn quan nói tốt trước mặt Thái hậu. Đám hoạn quan nhờ đó mà được Thái hậu tin dùng, lại đút lót Hà Miêu xúi Thái hậu triệu Hà Tiến vào trong cung để giết hại.
Hà Tiến không may bị hại. Bọn người Tào Tháo, Viên Thiệu, Viên Thuật dẫn người tấn công Hoàng cung. Bộ tướng của Hà Tiến là Ngô Khuông thấy Hà Miêu cầm gươm chạy ra, hô rằng: Thằng Miêu thông mưu giết anh, nên giết đi thôi. Quân sĩ đều hưởng ứng, đuổi theo băm Hà Miêu nát như bột.